# Flugplatz Alessandria

i7
i11
i13
Der Flugplatz Alessandria (ital. Aeroporto di Alessandria “Massimo Bovone”, IATA-Code: QAL, ICAO-Code: LILA) ist ein italienischer Flugplatz in der Region Piemont. Er befindet sich am nördlichen Stadtrand von Alessandria.

## Infrastruktur und Nutzung
Der Flugplatz hat eine 640 Meter lange Graspiste mit der Ausrichtung 03/21. Im Westen des Flugplatzgeländes befinden sich zum Teil asphaltierte Vorfelder, Hangars und sonstige Abfertigungseinrichtungen. Der Flugplatz dient der Allgemeinen Luftfahrt, betrieben wird er vom Aero Club Alessandria, der vor Ort auch eine Flugschule unterhält.

## Geschichte
Der Flugplatz wurde 1916 als Militärflugplatz eröffnet und diente dem Betrieb von Luftschiffen. Die Luftschiffhalle wurde nach dem Ende des Ersten Weltkriegs wieder abgebaut, die Luftschiff-Verankerungsvorrichtung befindet sich noch heute im südöstlichen Bereich des Flugplatzes. Der unmittelbar südlich einer Kaserne gelegene Platz diente dann weiter militärischen Zwecken, wurde aber auch zivil genutzt, insbesondere vom örtlichen Aero Club. Dessen Flugschule bildete zwischen 1985 und 1989 auch Piloten für die Fluggesellschaft Alitalia aus.